# Бхола (остров)
Бхола (бенг. ভোলা), также Даккхин-Шахбазпур — самый крупный остров в Бангладеш, расположен в устье реки Мегхна. Составляет примерно 90 км в длину и 25 км в ширину. Площадь острова — 1441 км². В административном отношении входит в состав округа Бхола области Барисал.

## Оспа
В 1975 году на острове был зарегистрирован последний случай заражения оспой.

## Циклоны
В 1970 году после циклона на острове произошло полное разрушение построек и уничтожение урожая риса. В 1995 году половина острова попала в зону затопления после разрушительного циклона, оставив 500 тысяч человек без крова.